# Dombes (îles Kerguelen)
Les Dombes sont une vaste zone plate et marécageuse du sud-ouest de la péninsule Courbet, à l'ouest de la Grande Terre, l'île principale de l'archipel des Kerguelen, dans l'extrême sud de l'océan Indien. Ce nom lui a été donné par la Commission de toponymie des Kerguelen en 1966 du fait de sa ressemblance avec la région des Dombes de  France métropolitaine, car couvertes de lacs et d'étangs. 
Les Dombes sont bordées par l'océan à l'est et au sud (baie Norvégienne). Au nord, elle est séparée de la Camargue par le Grand étang et la rivière des Manchots et à l'ouest de la région des Terres froides par la rivière des Albatros et le cours supérieur de la rivière du Bungay. 
Les Dombes sont situées presque au niveau de la mer, seuls points élevés notables: le mont Bungay, petite butte de 69 mètres de haut et la côte Weezel, bordure côtière au nord-est, entre le cap Ratmanoff et la pointe Charlotte qui s'élève à une vingtaine de mètres.      
Les Dombes se situent à une quinzaine de kilomètres à l'est de Port-aux-Français, la base scientifique et technique et le seul établissement permanent de l'archipel. Une piste longeant la côte relie cette base au cap Ratmanoff, la longue plage noire des deux côtés de celui-ci abrite une des plus grandes colonies mondiales de manchots royaux.